# Centrum voor Smaakonderzoek
Het Centrum voor Smaakonderzoek (CSO) is een in 1991 opgerichte instelling in Wageningen die kwalitatief en kwantitatief smaakonderzoek doet in opdracht van bedrijven en instellingen.
Voor beide vormen van onderzoek gebruikt het CSO geselecteerde (doelgroep)consumenten uit een bestand van meer dan 4000 personen die goed kunnen proeven en hun indrukken duidelijk onder woorden kunnen brengen. Het onderscheidt technische smaak (fysiologisch) en psychologische smaak, die samen voor de 'totale smaak' zorgen.
Een gebeurtenis waar het CSO jaarlijks aan meewerkt is de AD-Oliebollentest. Verder deed het onderzoek in opdracht van onder meer Ahold, Albert Heijn, Aldi, het Louis Bolk Instituut, de Consumentenbond, Elsevier, KLM, Melkunie, Productschap Tuinbouw en VION NV.